# Tramvajová doprava v Aradu

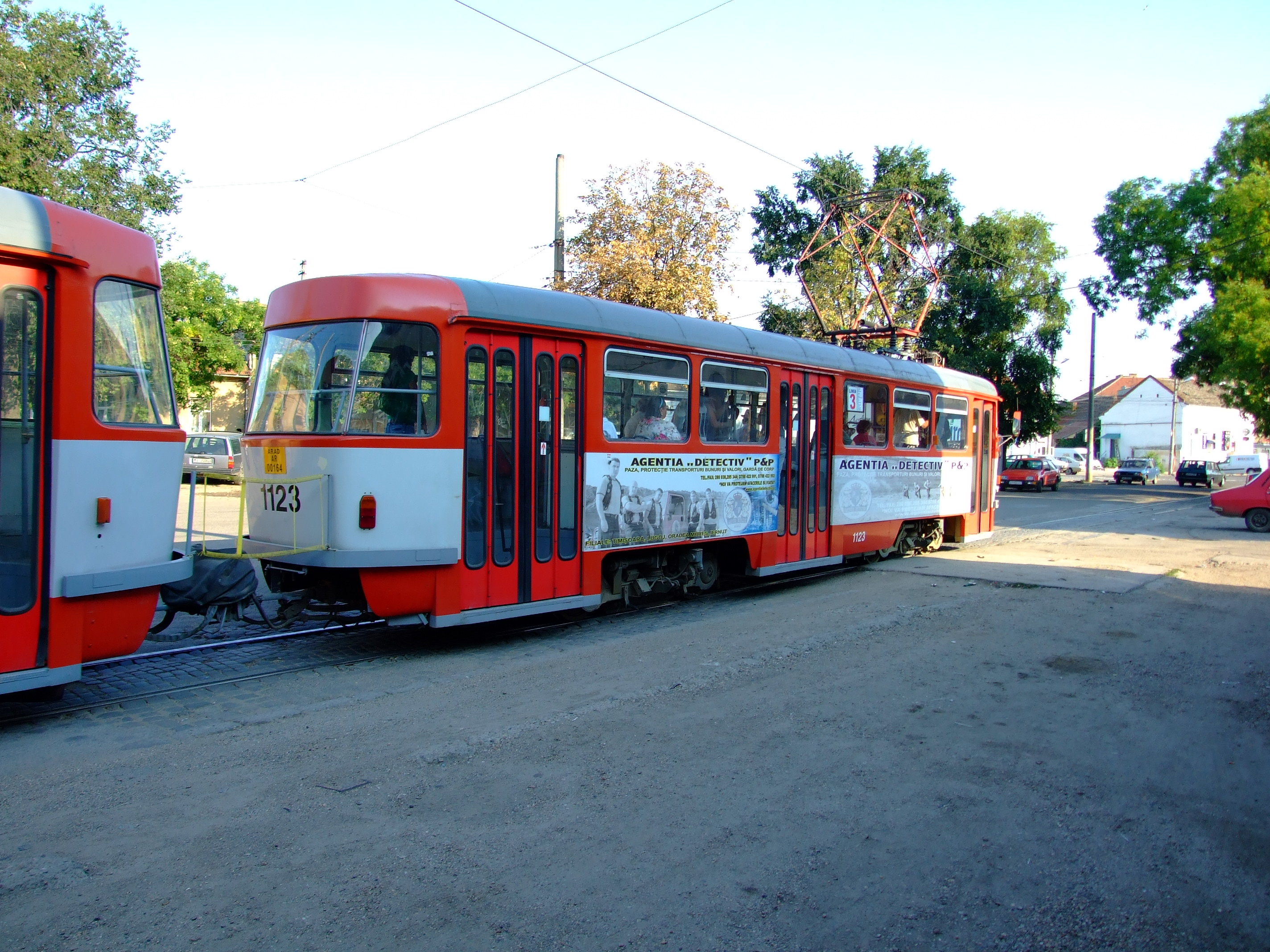
Aradská tramvaj typu T4

Tramvajová doprava v rumunském Aradu tvoří nedílnou součást místní městské hromadné dopravy. 
Jedná se druhý nejrozsáhlejší systém v zemi; jeho délka činí 46 km a provozováno je celkem okolo 250 tramvajových vozů. Rozchod kolejí je 1000 mm, dopravcem pak společnost SC Compania de Transport Public SA Arad.

## Historický vývoj
Tramvaje jezdí v Aradu již od 24. října 1869, kdy byl zprovozněn první úsek koňky. Ta sloužila veřejnosti až do roku 1916. Elektrické tramvaje se objevily až po druhé světové válce, roku 1946. Po jejich zavedení a rozšíření sítě získalo město spolu s autobusy komplexní systém městské dopravy, který však mnoho měst v Rumunsku ještě dosud nemělo. Dodávány byly československé tramvaje typu Tatra T4 a domácí typu Timiș T2. V 80. letech však, stejně jako zhoršující se hospodářství země, byl zanedbáván i vozový park. 50 % všech tramvají bylo označených jako vadné, v mnohých vlečných vozech typu Timiș došlo k odstranění míst k sezení, aby se zvýšila jejich kapacita. Po roce 1990 jsou zařazovány do provozu ojeté tramvaje typů Tatra T4D, Tatra T4R a další, tentokrát německé,  z bývalé NDR.